# Rivanj (naselje)
Rivanj je majhno naselje na istoimenskem otoku (Hrvaška), ki upravno spada pod občino Preko Zadrske županije.

## Geografija
Zaselek se razprostira v notranjosti otoka okoli cerkvice sv. Jelene na ravnici okoli 100 mnm pa vse do morske obale na jugozahodni strani otoka, kjer leži manjše pristanišče, ki ga varuje okoli 30 m dolg kolenast valobran, na koncu katerega stoji svetilnik. Ob valobranu lahko z notranje strani, ki je varna pred vsemi vetrovi pristajajo plovila z ugrezom do 2 m. Za valobranom sta še dva manjša pomola, pri katerih je morje prav tako globoko do 2 m. Na kolenastem pomolu je splavna drča. Na zunanji strani valobrana, ki pa je lahko izpostavljen jugu, pristaja redna ladijska linija.
Iz pomorske karte je razvidno, da svetilnik oddaja svetlobni signal: Z Bl 3s.

## Prebivalstvo
Pri popisu prebivalcev leta 1981 je bilo ugotovljeno, da v zaselku stalno živi 26 prebivalcev.
| Pregled števila prebivalcev po letih | Pregled števila prebivalcev po letih | Pregled števila prebivalcev po letih | Pregled števila prebivalcev po letih | Pregled števila prebivalcev po letih | Pregled števila prebivalcev po letih | Pregled števila prebivalcev po letih | Pregled števila prebivalcev po letih | Pregled števila prebivalcev po letih | Pregled števila prebivalcev po letih | Pregled števila prebivalcev po letih | Pregled števila prebivalcev po letih | Pregled števila prebivalcev po letih | Pregled števila prebivalcev po letih | Pregled števila prebivalcev po letih |
| ------------------------------------ | ------------------------------------ | ------------------------------------ | ------------------------------------ | ------------------------------------ | ------------------------------------ | ------------------------------------ | ------------------------------------ | ------------------------------------ | ------------------------------------ | ------------------------------------ | ------------------------------------ | ------------------------------------ | ------------------------------------ | ------------------------------------ |
| 1857                                 | 1869                                 | 1880                                 | 1890                                 | 1900                                 | 1910                                 | 1921                                 | 1931                                 | 1948                                 | 1953                                 | 1961                                 | 1971                                 | 1981                                 | 1991                                 | 2001                                 |
| 35                                   | 0                                    | 24                                   | 58                                   | 70                                   | 55                                   | 110                                  | 77                                   | 99                                   | 103                                  | 79                                   | 55                                   | 30                                   | 20                                   | 22                                   |

## Zgodovina
Današnje naselje je bilo ustanovljeno  v začetku 16. stoletja, ko so se tu začeli naseljevati pribežniki z otoka Ugljana. Velik del prebivalcev pa je v 19. in 20. stoletju emigriral predvsem v ZDA, po drugi svetovni vojni pa so se skoraj vsi preostali prebivalci oddsesili v Zadar.

## Zanimivost
Pri popisu prebivalcev leta 1981 je bilo ugotovljeno, da imajo prebivalci otoka samo dva priimka: Fatović in Radulić.